# Curt Eichert-Wiersdorff
Curt Hans Henning Eichert-Wiersdorff (* 30. Juli 1887 in Berlin als Curt Hans Henning Eichert; † 25. Februar 1969 in Bad Godesberg) war ein deutscher Unternehmer in der Zuckerindustrie, Offizier und Ministerialbeamter.

## Leben und Tätigkeit
Curt Eichert-Wiersdorff wurde 1908 im Jäger-Regiment zu Pferde Nr. 2 zum Leutnant (Patent zum 17. September 1906) befördert. Er wurde 1908/09 an die Offizier-Reitschule nach Paderborn kommandiert. Später nahm er als Offizier am Ersten Weltkrieg teil. Nach der 1916 erfolgten Heirat mit Maria Wiersdorff (* 1885) wurde er von deren Onkel, dem Zuckerfabrikanten Walter Wiersdorff, adoptiert und in Wegeleben Teilhaber und Leiter der Zuckerfabrik Wiersdorff, Meyer & Co. Er trat dem Beirat der Wirtschaftsgruppe Zuckerindustrie bei.
Nach Ausbruch des Zweiten Weltkrieges wurde Curt Eichert-Wiersdorff im September 1939 beim Militärbefehlshaber in Krakau tätig und von der Aufstellung am 26. Juni 1942 bis 30. September 1944 Chef des Generalstabes des LXXXVIII. Armeekorps. In dieser Zeit wurde er 1943 zum Oberst i. G. befördert.
1945 wurde seine Zuckerfabrik in der Sowjetischen Besatzungszone enteignet.
Nach Kriegsende war er von 1947 bis 1948 in der Britischen Besatzungszone im Zentralamt für Ernährung und Landwirtschaft tätig. 1948 wechselte er als Referatsleiter in die Verwaltung für Ernährung, Landwirtschaft und Forsten des Vereinigten Wirtschaftsgebiets. 1950 übernahm er im Bundesministerium für Ernährung, Landwirtschaft und Forsten die Leitung des Referats Zucker- und Süßwarenwirtschaft. Er leitete in Frankfurt am Main als Geschäftsführer die Geschäftsstelle für Zuckerwirtschaft. 1953 legte er diese Funktion nieder und wurde später Aufsichtsrat der Schleswig-Holsteinischen Zucker-AG in Schleswig.

## Schriften (Auswahl)
- Gesetz über den Verkehr mit Zucker (Zuckergesetz) vom 5. Januar 1951. Erläuterungen. Girardet, Bonn 1951.